# Maso di Banco

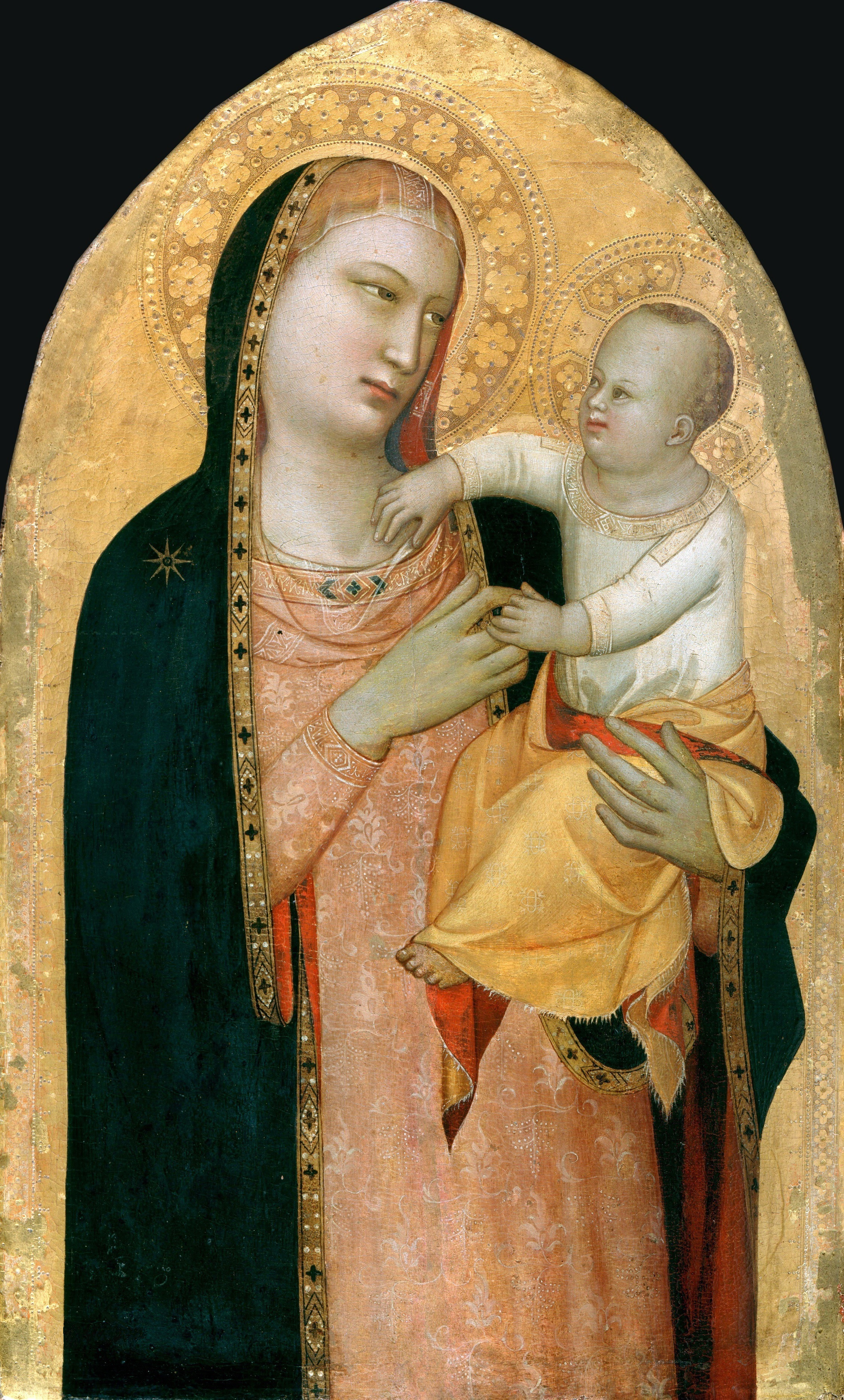
Madonna col Bambino, Berlino, Staatlische Museen

Maso di Banco (Firenze, ... – 1348) è stato un pittore italiano del XIV secolo, uno tra i più coerenti eredi di Giotto. Le notizie biografie su di lui sono estremamente scarne e neppure si conservano opere firmate e datate; la sua personalità è stata ricostruita attribuendogli alcune opere stilisticamente vicine.

## Biografia e opere
Di Maso di Banco si hanno notizie biografiche piuttosto scarse: dovrebbe essere nato a Firenze (o dintorni) a cavallo tra il XIII e il XIV secolo e probabilmente morì nel 1348 a causa della peste nera.
La sua presenza nei cicli giotteschi in Santa Croce a Firenze e la sua formazione nella bottega di Giotto sono unanimemente riconosciute.
Con buona certezza gli viene attribuita l'esecuzione degli affreschi della Cappella di San Silvestro in Santa Croce del 1336-1338 circa. La famiglia dei Bardi di Vernio infatti gli commissionò il ciclo intendendo raffigurarvi le Storie di Costantino e di San Silvestro.

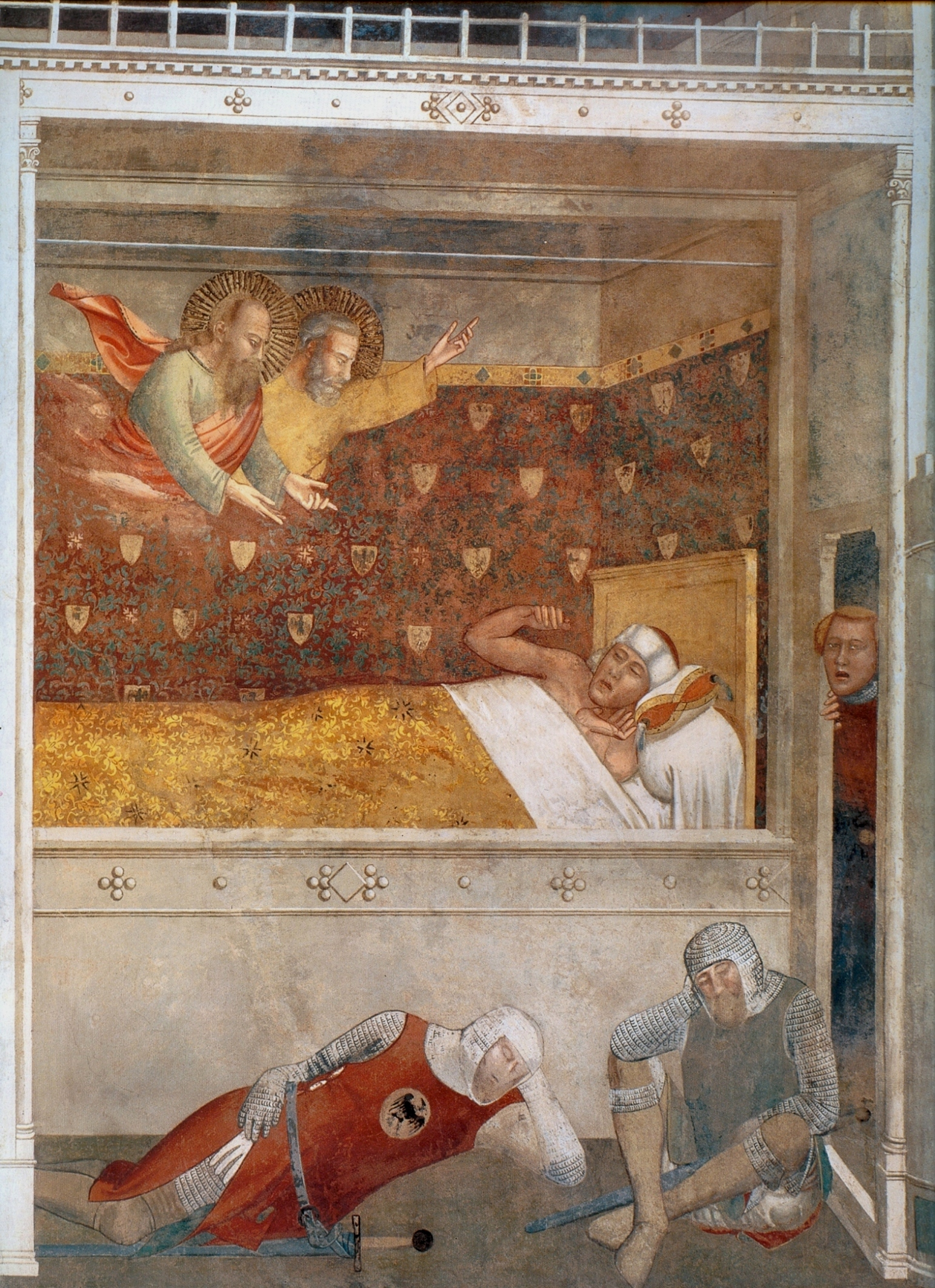
Sogno di Costantino
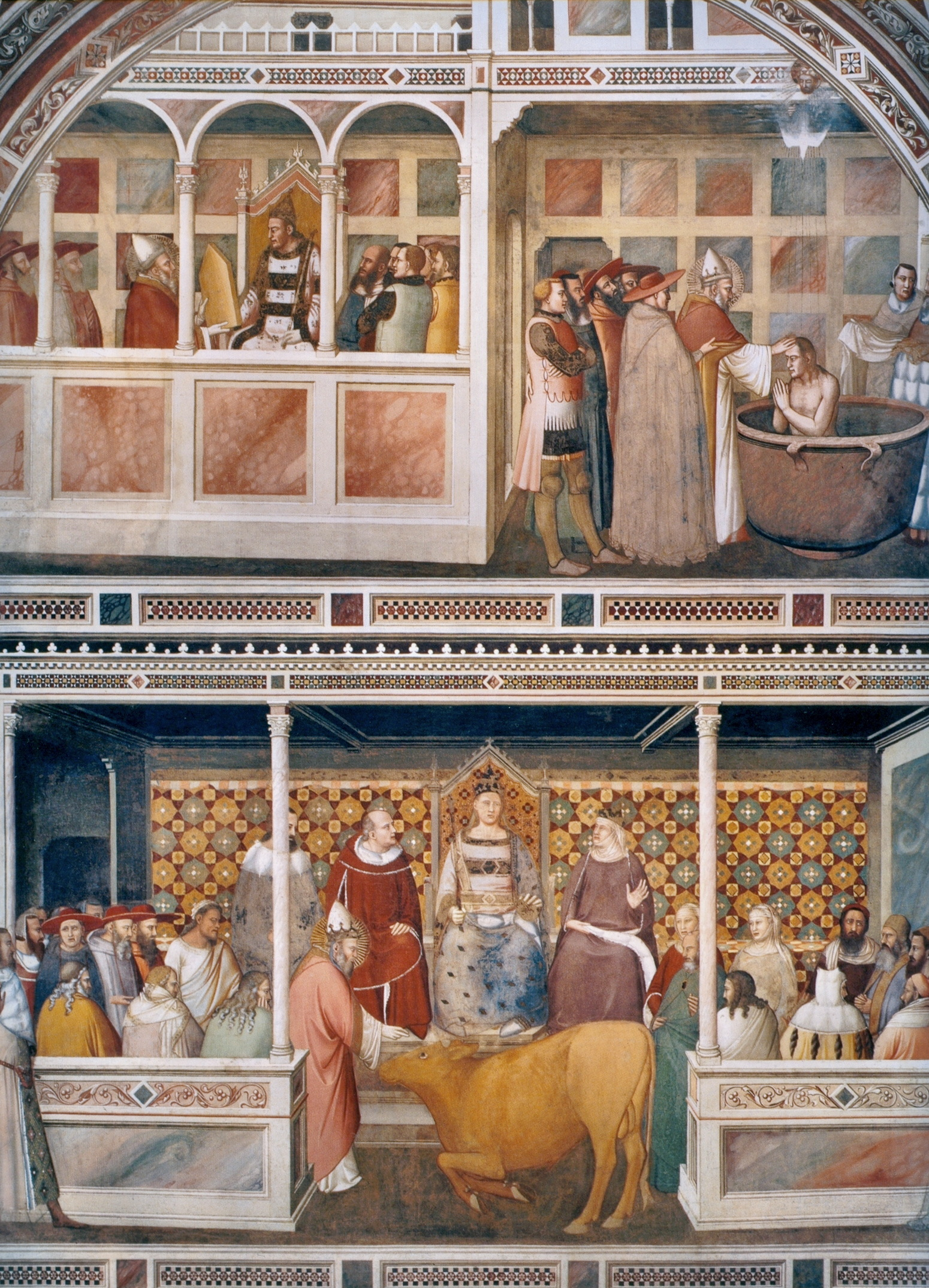
Battesimo di Costantino e Miracolo del toro
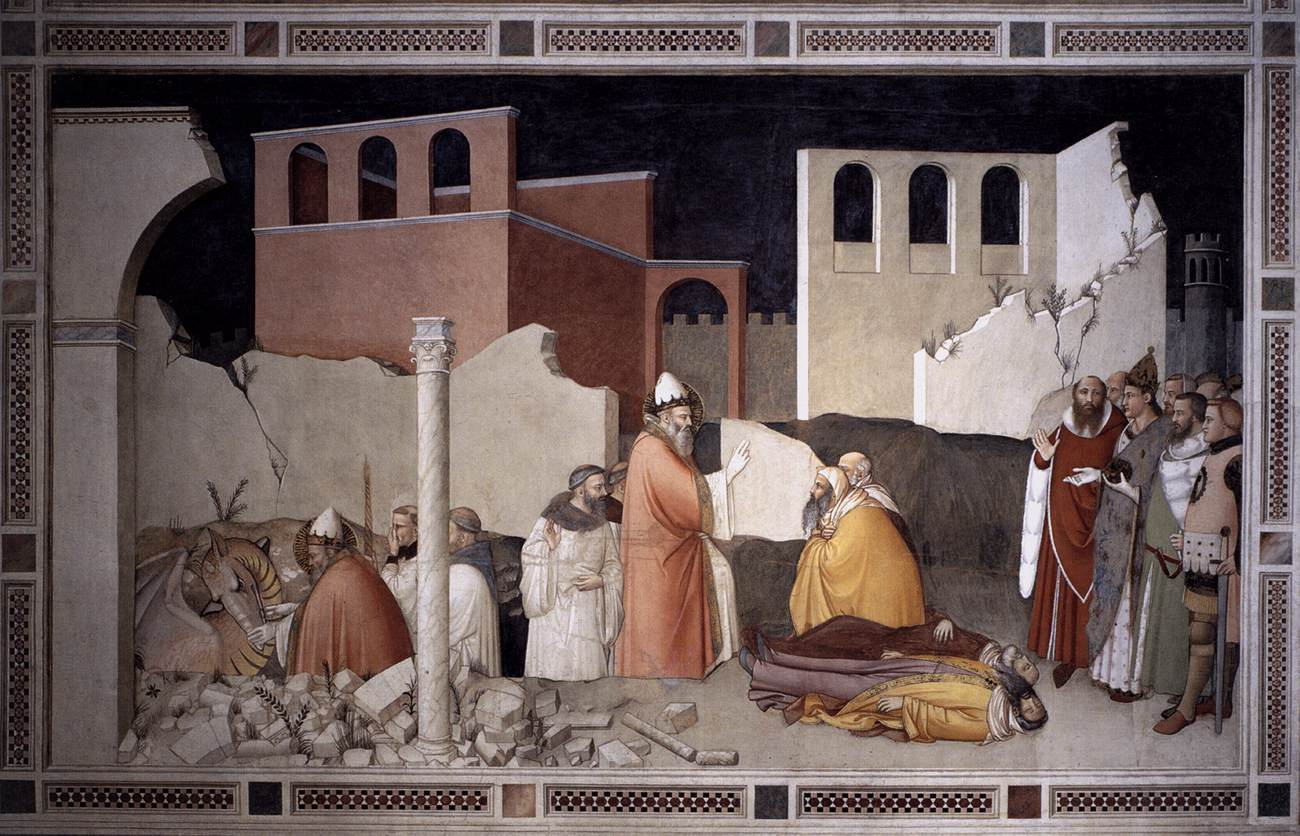
Papa Silvestro annienta un drago e risuscita due maghi

Partendo dal ciclo della cappella di San Silvestro in Santa Croce, è stata ricostruita la fisionomia di Maso attribuendogli le seguenti opere:
- una lunetta ad affresco con la Incoronazione della Vergine (ora nel Museo dell'Opera di Santa Croce);
- un polittico smembrato, di cui oggi restano soltanto la Madonna col Bambino (Gemäldegalerie di Berlino) e il Sant'Antonio da Padova (Metropolitan Museum of Art di New York);
- il polittico nella chiesa di Santo Spirito a Firenze;
- la tavola con la Madonna della Cintola (Berlino, Gemäldegalerie):
- la Incoronazione della Vergine (Budapest, Museo di belle arti);
- la Dormitio Virginis (Chantilly, Musée Condé);
- un trittichetto portatile (New York, Brooklyn Museum);
- la Maestà della chiesa di San Giorgio a Ruballa, datata 1337 (forse da assegnare ad Andrea di Cione).

Il Ghiberti e il Vasari gli attribuiscono una valente maestria sia nella pittura che nella scultura: così in forma dubitativa gli vengono attribuiti i rilievi romboidali con i Sacramenti del campanile di Santa Maria del Fiore.

## Galleria d'immagini

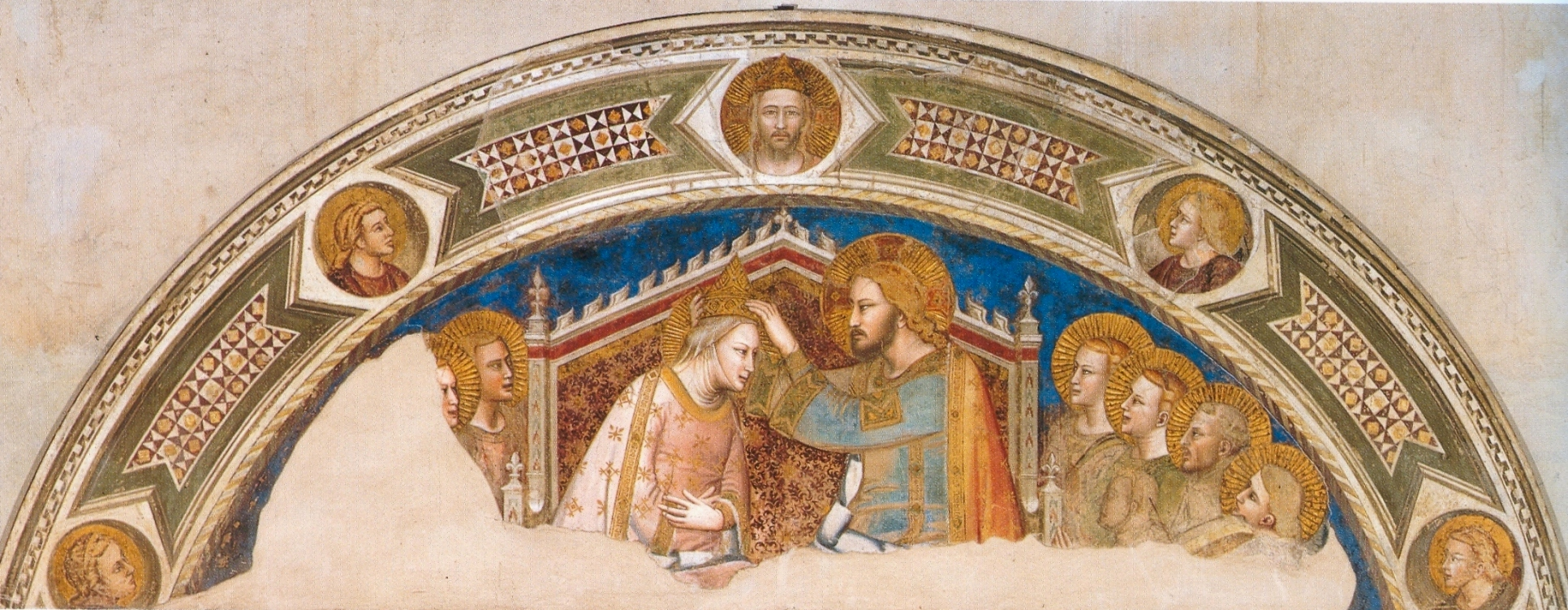
La lunetta di Santa Croce
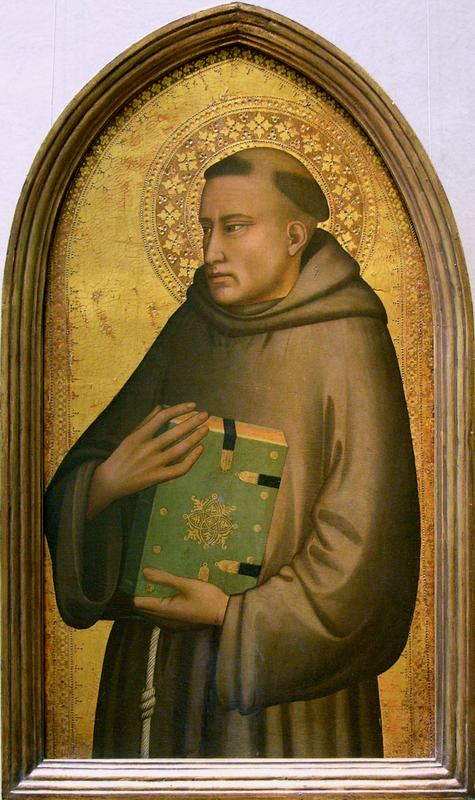
Sant'Antonio da Padova
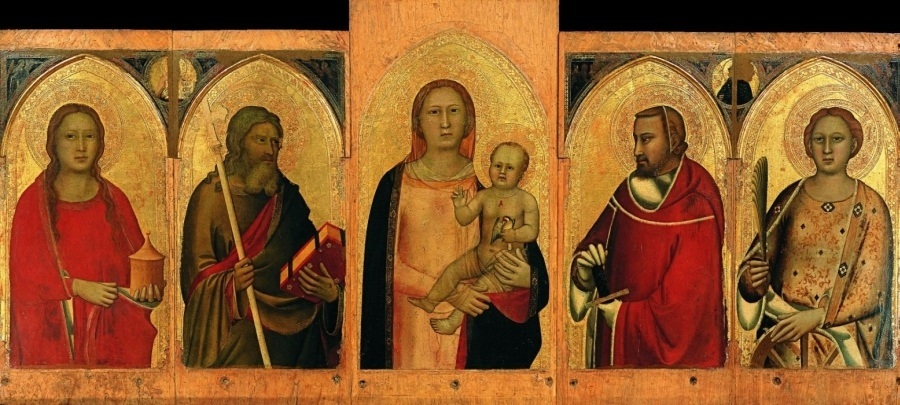
Il polittico di Santo Spirito
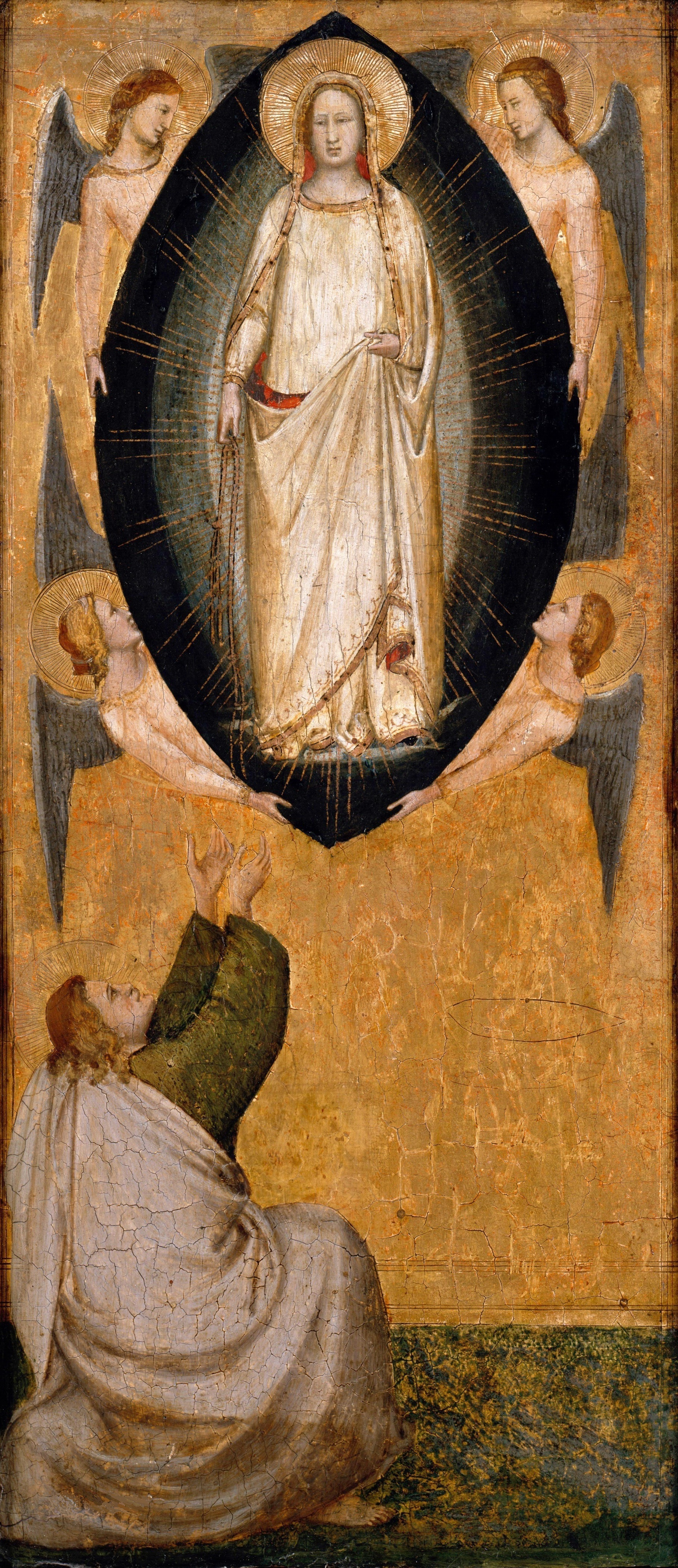
La Madonna della Cintola
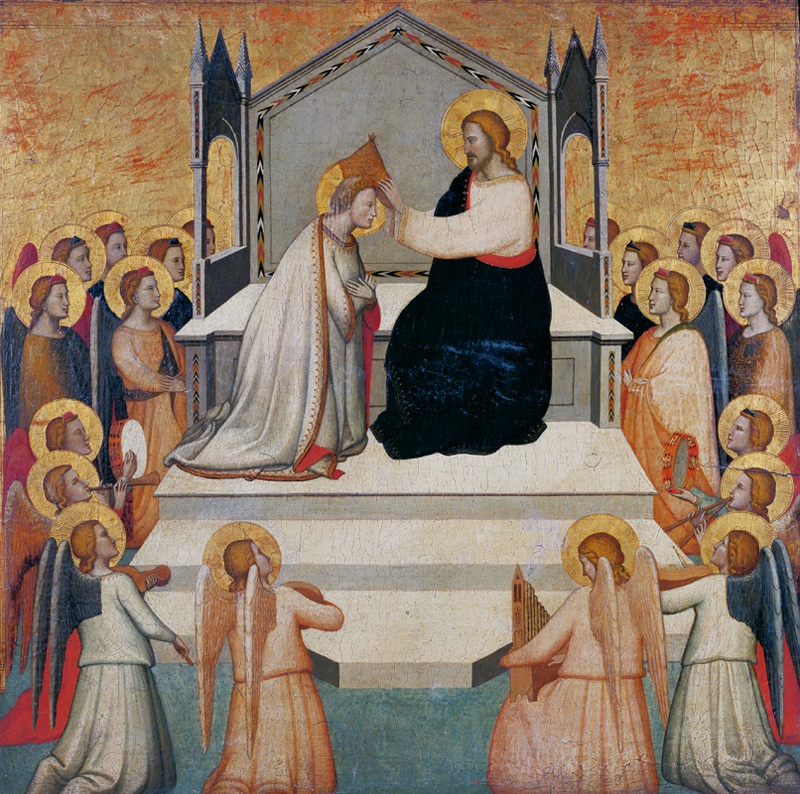
La Incoronazione della Vergine di Budapest
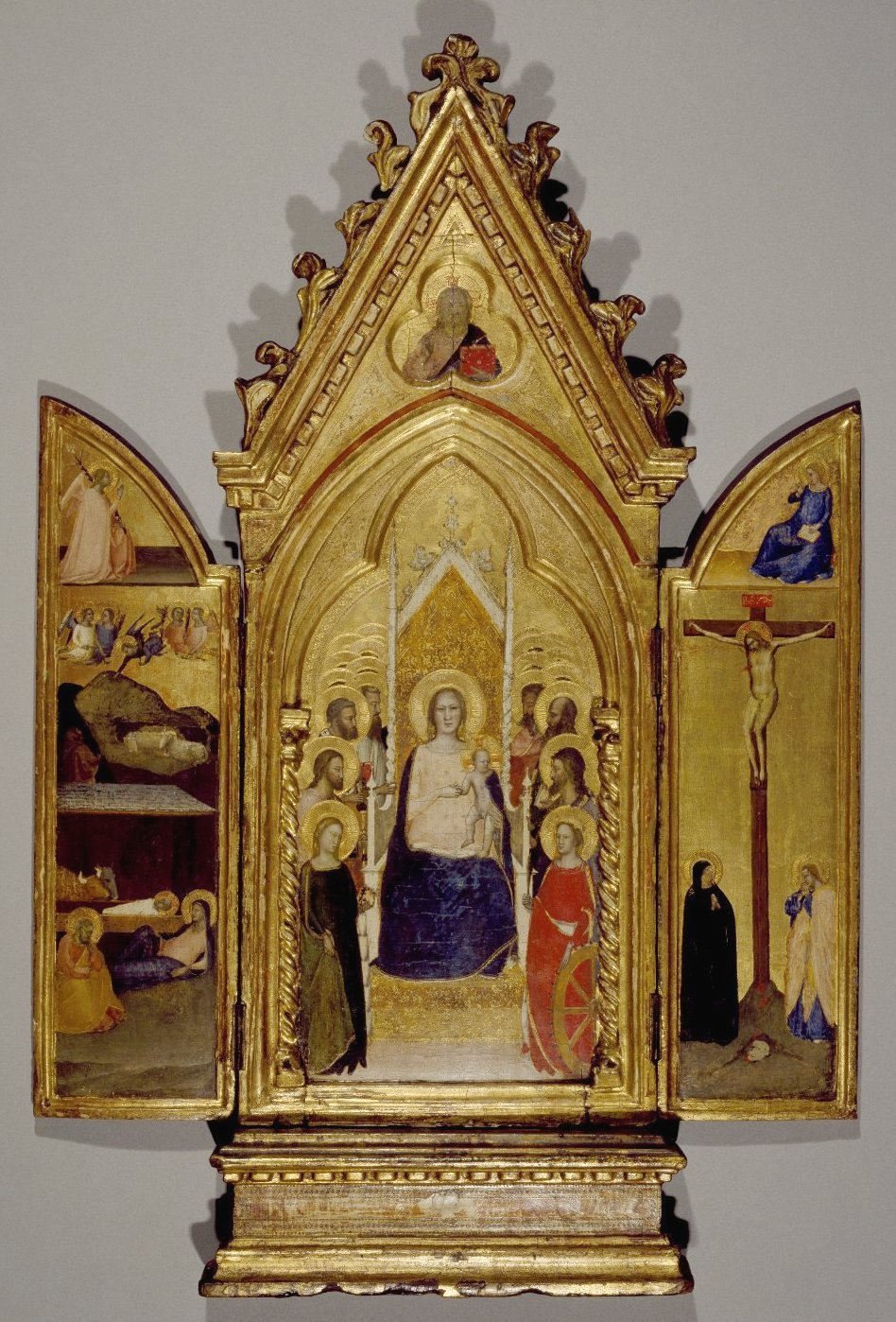
Il trittico di Brooklyn

## Curiosità
- Giorgio Vasari nelle Vite assegna erroneamente gli affreschi di San Silvestro a Giottino.